# کریمه حامد فاریابی
کریمه حامد فاریابی (زاده ۱۳۴۸ ولایت فاریاب) پزشک و سیاستمدار افغانستانی است. او در ۲۴ سنبله ۱۳۹۹ به‌عنوان سرپرست وزارت اقتصاد افغانستان مقرر شد. وی از سال ۱۳۷۶ تا ۱۳۸۳ مشاور ریاست صحت عامه فاریاب و مدیر پروژه "سیف چیلدرین" بود. دکتر فاریابی از اعضای معتبر رادیو قویاش در شهر میمنه است و ۷ سال تجربه کاری در وزارت بازسازی و انکشاف دهات را داشته‌است.
وی تحصیلات ابتدایی خود را در مکتب محجوبه هروی و تحصیلات متوسطه خود را در لیسه ستاره شهر میمنه به پایان رساند. او در سال ۱۳۶۹، در کانکور قبول شده، وارد دانشکده پزشکی دانشگاه ابوعلی سینای بلخی شد و در سال ۱۳۷۳ از رشته پزشکی فارغ‌التحصیل شد. او از به زبانهای پشتو، اوزبیکی، ترکی و انگلیسی راتسلط دارد. قبل از آمدن به سیاست، خانم فاریابی به عنوان پزشک در بخش بهداشت عمومی ولایت فاریاب کار می‌کرد. او بیش از هفت سال در وزارت بازسازی و انکشاف دهات به‌عنوان هماهنگ کننده برنامه‌های توسعه اداری مناطق شمال و شمال شرقی افغانستان خدمت وزارت اقتصاد افغانستان کرده‌است. وی همچنین به عنوان مدیر فنی پروژه بهداشت و خدمات اساسی بیمارستان فاریاب خدمت کرده است و اخیراً برنامه‌ای را در پشتیبانی بین‌المللی کودک مدیریت می‌کند که خدمات پزشکی را به جمعیت آواره داخلی فاریاب ارائه می‌دهد.
طبق فرمان ۱۵۱۱ مورخ ۲۴/۶/۱۳۹۹ ریاست جمهوری، دکتر کریمه حامد فاریابی به عنوان سرپرست وزارت اقتصاد معرفی و منصوب شده‌است.